# Reinier Blom
Reiner Jan Cornelis Blom (31. marts 1867 i Amsterdam – 12. august 1943 i Amsterdam) var en nederlandsk gymnast som deltog under Sommer-OL 1908.
Han var en del af de nederlandske gymnastikhold, som kom på en syvendeplads under Sommer-OL 1908 i holdkonkurrencen for mænd. I den indviduelle all-round konkurrence kom han på en 61. plads.